# Arbeitskreis für Vergleichende Mythologie
Der Arbeitskreis für Vergleichende Mythologie (AVM) ist ein eingetragener Literaturverein, der sich der interdisziplinären Erforschung der Mythologie sowie der Religions- und Kulturgeschichte, der Brauchtumsforschung, dem Aberglauben, der Philosophie sowie der Mythentheorie und Mythenrezeption widmet. Damit ist der AVM eine der wenigen Forschungsgemeinschaften ihrer Art im deutschen Sprachraum.
Der Verein fördert Weltoffenheit und Toleranz und wendet sich entschieden gegen alle Arten der Manipulation und der Instrumentalisierung von Mythen sowie gegen politischen und religiösen Extremismus.

## Geschichte
Der AVM wurde am 27. Januar 1995 in Leipzig auf Initiative von mythen- und kulturbegeisterten Autoren, Wissenschaftlern und Interessierten gegründet. Seine Aufgabe sollte es fortan sein, sich mit den Mythen und Religionen verschiedener Kulturkreise zu befassen, sie zu vergleichen und ihren Einfluss auf gegenwärtige Lebens- und Denkweisen zu untersuchen. Darüber hinaus beschäftigt sich der Arbeitskreis auch mit den Beziehungen von Mythologie einerseits und Literatur und bildender Kunst andererseits, insbesondere mit der Rezeption des Mythischen in den Werken von Autoren und Künstlern.
Der Arbeitskreis für Vergleichende Mythologie hat es sich von Anfang an zur Aufgabe gemacht, Mythen vor Vergessen und unkritischer Deutung zu bewahren sowie die Einflüsse der Mythologie in Gänze auf die Gegenwart in Bereichen wie der Literatur, der Kunst und der Kultur zu untersuchen. Der häufigen politischen oder wirtschaftlichen Instrumentalisierung und Verfälschung von Mythen (besonders der germanischen Mythologie) begegnet der AVM mit publizistischer Aufklärung und offenem Diskurs.
Was den Verein darüber hinaus besonders macht, ist, dass der Mythosbegriff als grundlegend für die Weltkulturen und Weltreligionen verstanden wird, deren Gemeinsamkeiten und Unterschiede es zu untersuchen, zu vergleichen und zu hinterfragen gilt. Woher kommen wir? Wer sind wir? Wohin gehen wir?, bilden die Fragen, die bei jedem der jährlich durchgeführten Projekte mitschwingen, zu denen der Arbeitskreis bis zu 20 Veranstaltungen (Lesungen, Vorträge, Podiumsdiskussionen) durchführt.
Gründungsmitglied und erster Vorsitzender des AVM war bis 2019 der Schriftsteller und Publizist Reiner Tetzner. Seit 1. März 2019 hat der Anglist Elmar Schenkel den Vereinsvorsitz übernommen. Die Mitglieder des Arbeitskreises sind vielfach sowohl forschend als auch publizistisch tätig.
Bekannte Schriftsteller, Autoren und Wissenschaftler, die ihre Werke und Forschungen beim Arbeitskreis vorgestellt haben, sind u. a. der Historiker Johannes Fried, der Archäologe Harald Meller, die Journalistin Eva Menasse, der Politologe Herfried Münkler, die Islamwissenschaftlerin Annemarie Schimmel, der Theologe Friedrich Schorlemmer, der Philologe Rudolf Simek, der Philosoph Peter Sloterdijk sowie zahlreiche Schriftsteller wie Thomas Böhme, Volker Braun, Peter Gosse, Werner Heiduczek, Wolfgang Hohlbein, Adel Karasholi, Bernd-Lutz Lange, Erich Loest, Clemens Meyer und Uwe Tellkamp.
Bis heute hat der AVM rund 500 Veranstaltungen sowie zahlreiche Exkursionen durchgeführt, 27 Förderprojekte realisiert und über 30 Fachpublikationen im vereinseigenen Verlag Edition Vulcanus veröffentlicht.
Seit 2018 werden besondere Veranstaltungen, Exkursionen, Ausstellungen, Lektüre über literarische und wissenschaftliche Auseinandersetzungen mit Kultur und Mythen sowie besondere mythische, literarische, kulturhistorische, ethnologische Themen auch im vereinsgeführten MYTHO-Blog besprochen. Die Artikel aus der Feder von Wissenschaftlern und Literaten werden jeden Freitag veröffentlicht und von Lesern weltweit rezipiert.
Unterstützt wird der AVM vom Leipziger Kulturamt, vom Kuratorium Haus des Buches Leipzig, dem Bundesamt für Familie und zivilgesellschaftliche Aufgaben, der Bürgerstiftung Dresden sowie der Sparkasse Leipzig.
Sitz des AVM ist das Haus des Buches in Leipzig.